# Pseudepisphenus
Pseudepisphenus es un género de coleóptero de la familia Passalidae.

## Especies
Las especies de este género son:
- Pseudepisphenus forceps
- Pseudepisphenus hodeberti
- Pseudepisphenus humeribarbis
- Pseudepisphenus longulus
- Pseudepisphenus merkli
- Pseudepisphenus morettoi
- Pseudepisphenus perplexus
- Pseudepisphenus proditor
- Pseudepisphenus scitulus